# Arthur Travers Harris
 (septembre 2022).
Pour les articles homonymes, voir Harris.
Arthur Travers Harris (13 avril 1892 - 5 avril 1984), 1er baronnet, surnommé « Bomber Harris » (« Harris le bombardier ») ou « Butcher Harris » (« Harris le boucher ») par ses subordonnés[réf. souhaitée], est un militaire britannique, commandant des forces de bombardement de la  Royal Air Force (RAF)  sur le Troisième Reich et l'Europe sous domination nazie pendant la Seconde Guerre mondiale.

## Biographie
Harris est né le 13 avril 1892, à Cheltenham, dans le Gloucestershire dans le sud-ouest de l'Angleterre, où ses parents étaient hébergés pendant que son père, George Steel Travers Harris, était en congé de l'Indian Civil Service. Avec son père en Inde la plupart du temps, Harris grandit sans un sentiment de racines solides et d'appartenance. Il passe une grande partie de son enfance avec la famille d'un recteur. Il fait ses études dans le Devon.
En 1910, il part pour la Rhodésie où il travaille comme adjoint dans une ferme. Lors du déclenchement de la Première Guerre mondiale, il tente de rejoindre le 1er régiment Rhodésie, qui avait été créé par l'administration britannique de la South Africa Company pour aider à mater la rébellion Maritz en Afrique du Sud. En 1915, il rejoint l'aviation dans le cadre du Royal Flying Corps et devient pilote. Il termine la guerre en tant que major.
Durant l'entre deux-guerres, il reste dans la Royal Air Force (RAF) nouvellement formée, où il poursuit sa carrière notamment au Moyen-Orient.
Dans les années 1920, les Français et les Britanniques se sont partagé les dépouilles du défunt Empire ottoman et l'Empire britannique cherche à sécuriser les réserves pétrolières (les navires de guerre modernes abandonnent la chauffe au charbon pour le mazout et l'industrie automobile se massifie).
L'Angleterre a obtenu (entre autres) la Mésopotamie — futur Irak — qui regorge de pétrole et cherche à imposer un roi unique (et inféodé à l'Angleterre) aux tribus musulmanes locales (certaines sunnites et d'autres chiites) qui mènent la vie dure aux soldats britanniques et à leurs supplétifs indiens (plus de 100 000 soldats déployés et des centaines de morts dans le camp britannique).
En charge d'une escadrille britannique au Moyen-Orient, Arthur Harris est un des plus enthousiastes promoteurs d'une politique de bombardements destinés à inspirer terreur et respect aux tribus rebelles, politique décidée en haut lieu par le ministre travailliste de l'Air, Lord Thomson et par ailleurs chaudement approuvée à la chambre des Communes par Winston Churchill (ex ministre de la Guerre alors dans l'opposition, qui n'avait pas d'objection morale, y compris à l'emploi de gaz de combat ). Cette stratégie de bombardement des tribus irakiennes, baptisée du nom euphémistique d' Aerial Policing (pacification aérienne), est bien moins coûteuse financièrement que le combat terrestre. Elle aboutira à la reddition de plusieurs tribus et Lord Thomson s'en félicitera à la chambre des Communes.
Arthur Harris, alors simple lieutenant-colonel commentera ainsi son action: "Les Arabes et les Kurdes savent maintenant ce que signifie un vrai bombardement! En 45 minutes nous pouvons raser un village et tuer ou blesser un tiers de sa population".
Il rejoint l'Angleterre en septembre 1939 pour y prendre le commandement du groupe 5 de la RAF. Gravissant rapidement les échelons, il est promu Marshal of the Royal Air Force et commandant-en-chef (C-in-C) du Bomber Command le 24 février 1942. Dès lors, les opérations aériennes sur l'Allemagne changent de nature et d'intensité.

« Les Nazis sont entrés dans cette guerre avec l'illusion enfantine qu'ils allaient bombarder tout le monde, mais que personne ne les bombarderait. À Rotterdam, Londres, Varsovie, et dans une cinquantaine d'autres endroits, ils ont mis leur théorie naïve en application. Qui sème le vent récolte la tempête. »

— Arthur Travers Harris,  Bomber Offensive
Pénétré de sa mission, Harris était sans état d'âme quant aux très nombreuses victimes civiles de ses raids, pas plus que pour les pilotes perdus au combat, ce qui lui valut son surnom. Jusqu'à la fin de sa vie, il défendit par exemple l'utilité militaire du très controversé bombardement de Dresde en février 1945.

## Justification stratégique
Dans un premier temps, les Alliés s'efforçaient de se limiter aux objectifs strictement militaires pour les bombardements aériens. Mais, le manque de résultats sur la production industrielle allemande les firent changer de stratégie. Aussi, Arthur Harris proposa des bombardements massifs dans des secteurs géographiques définis ; le but était de détruire toutes les installations permettant à une usine d'armement de fonctionner : les voies de communication, les routes, ponts, chemins de fer, gares, locomotives, wagons, installations électriques, sources d'énergie, câblages, adduction d'eau, sans lesquelles une usine ne peut pas fonctionner avec, en plus, les logements pour les ouvriers et, bien sûr, les ouvriers eux-mêmes.
Le résultat final fut mitigé en raison notamment de deux points.
- D'une part, la production de carburants s'effondra à partir du milieu de l'année 44 et le niveau d'entraînement des pilotes allemands s'en ressentit ainsi que la mobilité de l'armée de terre. Cependant, le Reich réussit à tripler sa production industrielle entre 1940 et 1944, grâce aux facultés d'organisateur d'Albert Speer, ministre de l'Armement, qui parvint notamment à enterrer les usines ou bien à les disséminer, notamment en implantant celles-ci dans les territoires situées à l'Est.

- De l'autre, ces bombardements alliés fixaient la plus grande partie de l'armée de l'air allemande pour la protection du Reich et celle-ci manquait sur les théâtres d'opération, notamment en Normandie au cours de l'été 44. Ainsi, face au plus de 8 000 avions alliés, les Allemands n'opposèrent que quelques centaines d'avions, ce qui facilita la victoire alliée.

## Polémique due aux bombardements

### Crime de guerre
Arthur Harris est aujourd'hui plongé dans une vive polémique. En effet, de nombreux historiens qualifient ses actions au cours de la Seconde Guerre mondiale de crimes de guerre. En l'occurrence, seules les conventions de Havas du 18 octobre 1907 (la Conférence du désarmement de 1932 menée par la Société des Nations a échoué à restreindre les bombardements stratégiques), encadrent les bombardements réalisées au cours du conflit. L'article 25 indique ceci :
"Il est interdit d'attaquer ou de bombarder, par quelque moyen que ce soit, des villes, villages, habitations ou bâtiments qui ne sont pas défendus".
"Bien que l'article premier de la présente Convention confirme le principe selon lequel les ports, villes, villages, habitations ou bâtiments non défendus ne peuvent être bombardés, l'article 2 permet le bombardement par les forces navales des objectifs militaires qui se trouvent dans des villes non défendues. Par la suite, cette règle est également devenue applicable dans la guerre aérienne.".
La question juridique est donc de savoir si l'area bombing cible des objectifs militaires (usine, route, gare, voie ferrée) et surtout de savoir si les villes allemandes sont défendues militairement. En effet et même si les Britanniques ont eu du mal à cacher leurs joies mauvaises devant les décombres des villes allemandes, les bombardements visent toujours de grandes villes abritant de grandes usines indispensables à l'effort de guerre ou des nœuds de communication vitaux. Il faut néanmoins reconnaître que les bombardements frappent aussi des zones fortement peuplées, même si bombarder une usine depuis un avion en mouvement de nuit à 8 000 m d'altitude est une tâche impossible à réaliser sans causer des dommages collatéraux, des efforts furent néanmoins accomplis pour augmenter la précision des raids au fur et à mesure de la guerre.
Il est important de noter que les villes allemandes sont protégées et défendues à la fois par une très forte DCA, les Flaktürme, mais aussi une chasse de nuit puissante aidée par une impressionnante couverture radar.

La tactique du bombardement stratégique profite donc d'une faille dans la législation de l'époque pour mener une politique de bombardement stratégique inégalée encore aujourd'hui (au total, les Britanniques largueront l'équivalent de 25 bombes d'Hiroshima en 4 ans sur l'Allemagne nazie). 
"Je suppose que le point de vue à l'étude est quelque chose comme ceci : aucun doute dans le passé nous étions justifiés d'attaquer des villes allemandes. Mais cela a toujours été répugnant et maintenant que les Allemands sont de toute façon battus, nous pouvons légitimement nous abstenir de procéder à ces attaques. C'est une doctrine à laquelle je ne pourrai jamais souscrire. Les attaques contre les villes comme tout autre acte de guerre sont intolérables à moins qu'elles ne soient stratégiquement justifiées. Mais elles sont stratégiquement justifiées dans la mesure où elles tendent à abréger la guerre et à préserver la vie des soldats alliés. À mon sens, nous n'avons absolument pas le droit d'y renoncer à moins d'être certains qu'ils n'auront pas cet effet. Je ne considère personnellement que l'ensemble des villes restantes d'Allemagne valent les os d'un seul grenadier britannique"

Arthur Travers Harris

### Humanité
L'autre polémique porte sur l'intérêt des bombardements. Pour le négationniste britannique David Irving les bombardements sont du racisme anti-allemand grossièrement camouflé sous le titre de « bombardement stratégique ». Il est important de noter que la réputation d’historien d’Irving a pâti depuis de la comparaison qu'il a faite entre la campagne de bombardements de zone et la Shoah, où il a juxtaposé des chiffres exagérés du nombre de morts de Dresde (l’estimation actuelle la plus précise se situe entre 18 000 et 25 000), à des sous-estimations grossières de nombre de victimes de la Shoah. Cependant, les nombreuses réimpressions du livre d’Irving durant plus de trente ans lui ont assuré une influence durable, en Allemagne plus qu’en Grande-Bretagne néanmoins. La critique morale la plus constante, cependant, a été le fait d’un philosophe, Anthony Grayling. Celui-ci fait reposer l’essentiel de sa thèse sur la théorie de la guerre juste : aussi juste en soi que puisse être une guerre, la mener exige que chaque acte soit indispensable et proportionné, et que l’on ait épuisé tous les autres moyens, moins destructeurs, permettant d’obtenir le résultat souhaité.
Or dans le contexte des revers subis en Afrique du Nord et dans l’Atlantique en 1941-1942, les bombardements étaient la seule opération aux résultats plus ou moins positifs dont les Britanniques pouvaient se targuer. Les arguments de Grayling sont faciles à réfuter. Affirmer que le conflit était presque « terminé » dès septembre 1944, c’est ignorer que la défaite de l’Allemagne n’a été assurée que parce que les Alliés ont poursuivi la guerre avec détermination. Grayling exagère également la précision réelle des bombardements américains ; plusieurs raids américains sur la France, menés par ciel dégagé contre des défenses antiaériennes faibles, ont tué plus de 1 000 civils français ; les conséquences des attaques aveugles au-dessus de la Ruhr ont été encore plus dramatiques.
La majorité des défenseurs des bombardements de zone arguent du caractère exceptionnellement odieux de l’ennemi et de l’épreuve singulière qu’avaient subie les Britanniques en 1940. Ainsi, pour Frankland, « La vraie immoralité que nous risquions en 1940 et 1941 était de perdre la guerre contre l’Allemagne d’Hitler. Renoncer à la seule arme d’attaque directe dont nous disposions nous aurait conduits à faire un grand pas en ce sens ». Pour un pilote britannique cité par Overy : « La moralité est un luxe qu’on peut se permettre dans un environnement de paix et de sécurité, mais il est impossible de porter des jugements moraux en temps de guerre, quand il y va de la survie nationale ». Enfin aux yeux du pilote de bombardier Léonard Cheshire, as de l’aviation, la campagne de bombardements se justifiait par le fait que « chaque jour de guerre supplémentaire entraînait l’extermination de dix mille personnes de plus dans les camps de concentration »  – et qu’il fallait donc l’abréger par tous les moyens possibles.

Pour Harris, 
« ce n'est donc pas du tout une question d'éthique ! La guerre n'est pas le contraire de la paix ni un corollaire de celle-ci ! La guerre est un effondrement complet de la civilisation, elle ne devrait donc pas être soumise à une « éthique ». Parce que c'est là que réside le danger ; ainsi, la guerre devient acceptable ! Les moyens de mort et de destruction sont immatériels, la guerre a toujours été la guerre, la seule différence aujourd'hui est l'échelle de celle-ci ! Ainsi, lorsque cette guerre sera enfin terminée, le monde devrait accepter qu'il n'y ait pas de limite ; il n'y a plu de "Règles de Combat de La Haye" ! Plus la guerre est mauvaise, plus elle devient sauvage ! Quand les gens comprennent cela et arrêtent d'essayer de le limiter, alors peut-être que nous atteindrons une paix durable ! »

## Principaux bombardements aériens exécutés sous ses ordres

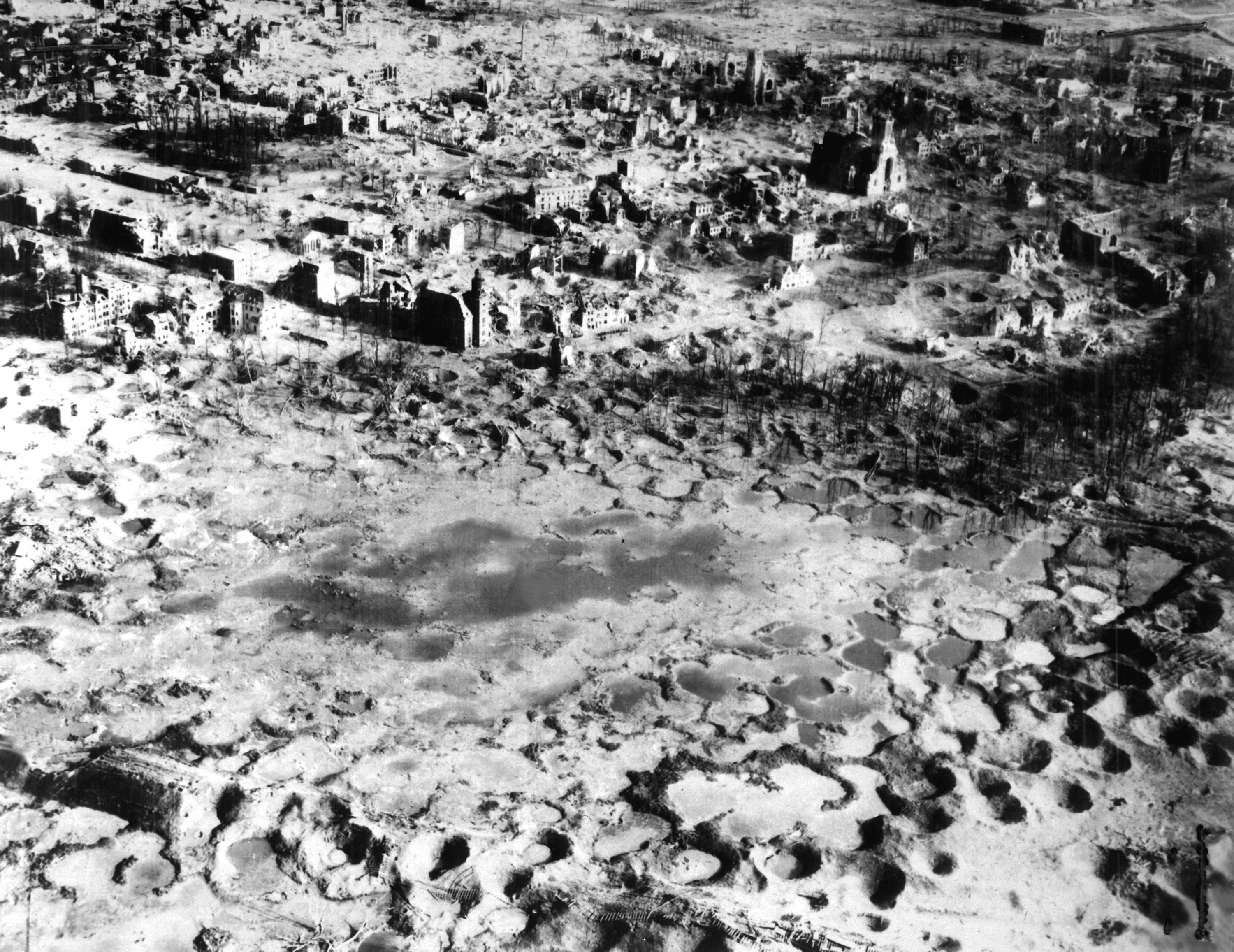
Wesel après les bombardements.

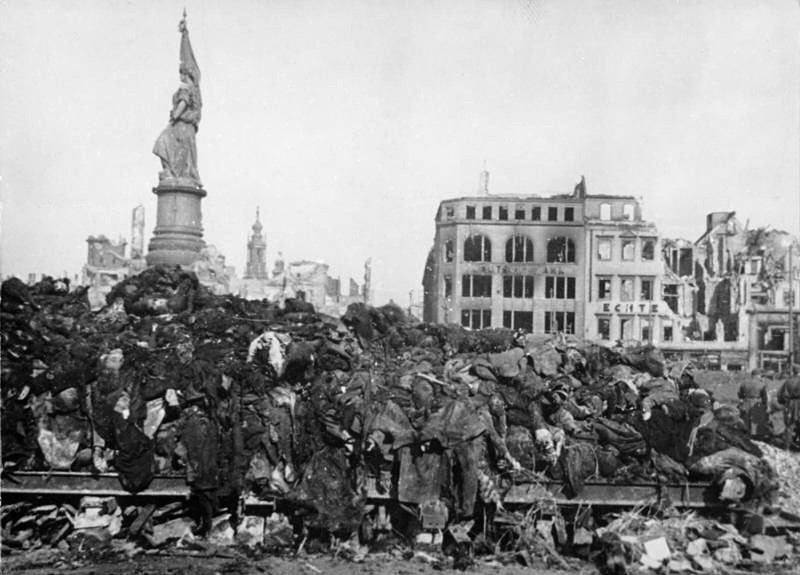
Amas de cadavres après le bombardement de Dresde. La plupart des corps furent regroupés ainsi afin d'être incinérés sur place, sans même avoir été identifiés, afin d'éviter les épidémies.

- 18 décembre 1939 : bataille de la baie de Heligoland (échec d'un raid aérien qui fit décider aux Britanniques de faire leurs bombardements la nuit).
- 8 mars 1942 : bombardement d'Essen, suivi de divers raids incendiaires sur quatorze villes de la Ruhr.
- 29 mars 1942 : bombardement de Lübeck, ville de 153 000 habitants, 1er bombardement massif d'une grande ville, qui prit d'abord pour cible le centre-ville.
- 29 avril 1942 : bombardement de Rostock pendant huit nuits d'affilée.
- 30 mai 1942 : bombardement de Cologne, ville de 70 000 habitants par 1047 bombardiers, faisant entre 450 et 500 tués et environ 150 000 déplacés ;
- Mars - juillet 1943 : bataille de la Ruhr ;
- 24 juillet 1943 : opération Gomorrah sur Hambourg, tuant 40 000 habitants, et en blessant 80 000 ;
- 18 novembre au 31 mars 1944 : bombardements de Berlin
- 8 mars 1944 : bombardement de Rennes, 274 civils tués, 172 civils blessés, 137 immeubles détruits et 2 568 immeubles endommagés, enterrement des 274 morts en présence de Pierre Cathala, ministre de Vichy ;
- 30 mars 1944 : bombardement de Nuremberg ;
- 5 janvier 1945 : bombardement du centre-ville Royan, ville balnéaire, sans objectif militaire ; sept Mosquitos guident les bombardiers en balisant, avec 1 242 fusées rouges et vertes, le véritable objectif, le centre, un quadrilatère à écraser sous un tapis de bombes. L’attaque a lieu en deux vagues afin de mieux détruire la ville. 842 tués ou blessés sur 2 232 habitants ;
- 19 avril 1944 (900 morts), 30 mai 1944 au 9 juin 1944 (1 600 morts), 24 juin 1944 : Bombardement de Rouen faisant 3 500 morts dont aucun Allemand, 30 000 sans-abris et 9 500 immeubles détruits.
- 6 juin 1944 : bombardement de Caen pendant 78 jours d'affilée, détruisant plus de 75 % de la ville ;
- 9 juin 1944, 12 juin 1944 et 17 juin 1944 : bombardement de Rennes ;
- 13 juin 1944 et 13 juin 1944 : bombardement de Vannes ;
- 13 juin 1944 : bombardement d'Évreux, destruction de tout le centre-ville ancien ;
- 5 septembre 1944 : bombardement du Havre, le colonel Bruckhart Wildermuth, commandant allemand d'une garnison assiégée depuis 12 jours, avait demandé que soient évacuée toute la population civile de la ville, mais les Britanniques ont refusé. Il a fait rassembler les 40 000 civils dans le centre historique du Havre, et garanti aux Alliés qu'il n'y aurait pas de soldats dans cette zone, ses troupes étant stationnées sur les hauteurs de la ville et à la périphérie. L'aviation britannique bombarde la ville pendant cinq jours consécutifs, en opérant à peu près 2 000 sorties de 500 bombardiers qui ont largué 5 000 tonnes de bombes explosives et 200 000 bombes au phosphore. La ville est détruite à 95 % ; 2053 morts.
- 27 novembre 1944 : opération Tigerfish, bombardement de Fribourg ; 2 797 morts.
- 16 septembre 1943 et 23 septembre 1943 : bombardements de Nantes ;
- 13 février 1945 : bombardement de Dresde, ville de 740 000 habitants, provoquant environ 35 000 morts selon le Comité international de la Croix-Rouge (CICR)
- 17 février 1945 : bombardement de Wesel, ville de 24 000 habitants, réduite à 1 900 le 19 février
- 23 février 1945 : bombardement de Pforzheim, ville sans importance militaire réputée pour son horlogerie et ses églises ; 17 600 morts.
- 27 février 1945 : bombardement de Mayence, ville patrimoniale. la RAF largua en trois vagues successives 514 000 bombes incendiaires, 42 bombes éclairantes, 235 bombes stratégiques et 484 bombes de type « Blockbuster ». L'attaque dura en tout et pour tout un quart d'heure (de 16h30 à 16h45) et changea la ville en une gigantesque torche. Elle fit environ 1 200 morts, dont tous les moines du couvent des Capucins.
- 16 mars 1945 : bombardement de Wurtzbourg, vieille cité épiscopale baroque regorgeant de richesses artistiques.
- 2 mai 1945 : bombardement de Potsdam, faubourg huppé de Berlin, équivalent de Versailles en France
- 3 mai 1945 : bombardements des navires hôpitaux Cap Arcona, Thielbek et Deutschland
- Bombardement de la Normandie
- Bombardement de la Bretagne (Rennes, Vannes, Lannion, Saint-Malo, Morlaix, Saint-Brieuc, Nantes, Saint-Nazaire, Lorient, Brest, etc.).

## Anecdotes
Le marshal Harris, se rendant à son quartier général en voiture, fit une fausse manœuvre en se garant.

– « Maréchal ! Attention » lui dit le portier, « vous auriez pu tuer quelqu'un ! »
– « Hélas, mon ami, répondit-il, c'est ce que je passe mon temps à faire, toutes les nuits ! »

## Culture
- Dans le film Les Briseurs de barrages (The Dam Busters), de Michael Anderson (1955), l'Air Chief Marshal Sir Arthur Travers Harris est interprété par l'acteur britannique Basil Sydney[13].
- en 1989, la BBC lui consacre un film intitulé Bomber Harris, dans lequel il est incarné par acteur britannique John Thaw.

## Distinctions
- Officier de l'Ordre de l'Empire britannique